# Podzámecký mlýn (Horažďovice)
Podzámecký mlýn v Horažďovicích v okrese Klatovy je vodní mlýn, který stojí na Mlýnském potoce (náhonu) vedoucím z řeky Otavy. Je chráněn jako nemovitá kulturní památka České republiky.

## Historie
Mlýn, původně renesanční, je zakreslen na pohledu na Horažďovice z roku 1606.

## Popis
Rozlehlá, patrová budova na čtvercovém půdorysu má eklekticky upravenou fasádu. Její střecha je sedlová a pokrytá bobrovkami. Jižní a západní fasády jsou sedmiosé a mají základní plochu hladkou. Nároží, včetně středního rizalitu, jsou bosovaná, patra odděluje kordonová římsa. Portály vjezdů mají segmentový záklenek a klenák, při zemi jsou kuželovité nájezdníky.
Voda na vodní kolo vedla náhonem z Otavy. Mlýn zůstal zcela bez technologie, dochovalo se pouze vodní kolo.